# Arctoa anderssonii
Arctoa anderssonii là một loài Rêu trong họ Dicranaceae. Loài này được Wich. mô tả khoa học đầu tiên năm 1859.